# Chính phủ Lý Khắc Cường
Chính phủ Lý Khắc Cường là Chính phủ Nhân dân Trung ương Trung Quốc từ năm 2013. Thủ tướng Lý Khắc Cường nhậm chức ngày 15 tháng 3 năm 2013. Nó kế tiếp chính phủ Ôn Gia Bảo. Thủ tướng Lý Khắc Cường cũng là thành viên cao cấp Ủy ban Thường vụ Bộ Chính trị khóa XVIII và khóa XIX, cơ quan ra quyết định hàng đầu của Đảng Cộng sản Trung Quốc.
Tại Hội nghị lần thứ nhất Đại hội đại biểu Nhân dân toàn quốc Trung Quốc khóa XII vào tháng 3 năm 2013, Lý Khắc Cường được Chủ tịch nước mới Tập Cận Bình bổ nhiệm thay thế Ôn Gia Bảo làm Thủ tướng Quốc vụ viện, người đứng đầu chính phủ Trung Quốc, theo sự phê chuẩn của Đại hội đại biểu Nhân dân toàn quốc. Tại Hội nghị lần thứ nhất Đại hội đại biểu Nhân dân toàn quốc Trung Quốc khóa XIII vào tháng 3 năm 2018, Lý Khắc Cường được Chủ tịch nước Tập Cận Bình bổ nhiệm theo sự phê chuẩn của Đại hội đại biểu Nhân dân toàn quốc tái phục vụ với tư cách là Thủ tướng.
Theo Hiến pháp Cộng hòa Nhân dân Trung Hoa, Chủ tịch nước đề cử Thủ tướng Quốc vụ viện và Thủ tướng đề cử các Phó Thủ tướng Quốc vụ viện, các Ủy viên Quốc vụ và Bộ trưởng. Các đề cử được phê chuẩn bởi Đại hội đại biểu Nhân dân toàn quốc bằng sự bỏ phiếu.

## Nội các I (Quốc vụ viện khóa XII)
| Chức vụ                                                                           | Viên chức                              | Sinh năm | Đảng | Đảng                                | Nhậm chức | Từ chức             |
| --------------------------------------------------------------------------------- | -------------------------------------- | -------- | ---- | ----------------------------------- | --------- | ------------------- |
| Thủ tướng Quốc vụ viện                                                            | Lý Khắc Cường 李克强                   | 1955     |      | CPC (Ủy ban Thường vụ Bộ Chính trị) | 2013      | 2018                |
| Phó Thủ tướng Quốc vụ viện                                                        | Trương Cao Lệ 张高丽                   | 1946     |      | CPC (Ủy ban Thường vụ Bộ Chính trị) | 2013      | 2018                |
| Phó Thủ tướng Quốc vụ viện                                                        | Lưu Diên Đông 刘延东 (nữ)              | 1945     |      | CPC (Bộ Chính trị)                  | 2013      | 2018                |
| Phó Thủ tướng Quốc vụ viện                                                        | Uông Dương 汪洋                        | 1955     |      | CPC (Bộ Chính trị)                  | 2013      | 2018                |
| Phó Thủ tướng Quốc vụ viện                                                        | Mã Khải 马凯                           | 1946     |      | CPC (Bộ Chính trị)                  | 2013      | 2018                |
| Ủy viên Quốc vụ Tổng Thư ký Quốc vụ viện Viện trưởng Học viện Hành chính Quốc gia | Dương Tinh 杨晶 (Người Mông Cổ)        | 1953     |      | CPC                                 | 2013      | 2018 (bị cách chức) |
| Ủy viên Quốc vụ Bộ trưởng Bộ Quốc phòng                                           | Thượng tướng Thường Vạn Toàn 常万全    | 1949     |      | CPC                                 | 2013      | 2018                |
| Ủy viên Quốc vụ                                                                   | Dương Khiết Trì 杨洁篪                 | 1950     |      | CPC                                 | 2013      | 2018                |
| Ủy viên Quốc vụ Bộ trưởng Bộ Công an                                              | Tổng Cảnh giám Quách Thanh Côn 郭声琨  | 1954     |      | CPC                                 | 2013      | 2017                |
| Bộ trưởng Bộ Công an                                                              | Tổng Cảnh giám Triệu Khắc Chí 赵克志   | 1953     |      | CPC                                 | 2017      | 2018                |
| Ủy viên Quốc vụ                                                                   | Vương Dũng 王勇                        | 1955     |      | CPC                                 | 2013      | 2018                |
| Bộ trưởng Bộ Ngoại giao                                                           | Vương Nghị 王毅                        | 1953     |      | CPC                                 | 2013      | 2018                |
| Chủ nhiệm Ủy ban Cải cách và Phát triển Quốc gia                                  | Hà Lập Phong 何立峰                    | 1955     |      | CPC                                 | 2017      | 2018                |
| Bộ trưởng Bộ Giáo dục                                                             | Trần Bảo Sinh 陈宝生                   | 1956     |      | CPC                                 | 2016      | 2018                |
| Bộ trưởng Bộ Khoa học và Công nghệ                                                | Vạn Cương 万钢                         | 1952     |      | Đảng trí công (Chủ tịch)            | 2007      | 2018                |
| Bộ trưởng Bộ Công nghiệp và Công nghệ thông tin                                   | Miêu Vu 苗圩                           | 1955     |      | CPC                                 | 2010      | 2018                |
| Chủ nhiệm Ủy ban Các vấn đề Dân tộc Nhà nước                                      | Bagatur ᠪᠠᠭᠠᠲᠤᠷ 巴特尔 (Người Mông Cổ) | 1955     |      | CPC                                 | 2016      | 2018                |
| Bộ trưởng Bộ An ninh Quốc gia                                                     | Trần Văn Thanh 陈文清                  | 1960     |      | CPC                                 | 2016      | 2018                |
| Bộ trưởng Bộ Giám sát Cục trưởng Cục phòng chống tham nhũng quốc gia              | Dương Hiểu Độ 杨晓渡                   | 1953     |      | CPC                                 | 2016      | 2018                |
| Bộ trưởng Bộ Dân chính                                                            | Hoàng Thụ Hiền 黄树贤                  | 1954     |      | CPC                                 | 2016      | 2018                |
| Bộ trưởng Bộ Tư pháp                                                              | Trương Quân 张军                       | 1956     |      | CPC                                 | 2017      | 2018                |
| Bộ trưởng Bộ Tài chính                                                            | Tiêu Tiệp 肖捷                         | 1957     |      | CPC                                 | 2016      | 2018                |
| Bộ trưởng Bộ Nguồn Nhân lực và An sinh xã hội                                     | Doãn Úy Dân 尹蔚民                     | 1953     |      | CPC                                 | 2007      | 2018                |
| Bộ trưởng Bộ Tài nguyên Đất đai                                                   | CIL Khương Đại Minh 姜大明             | 1953     |      | CPC                                 | 2013      | 2018                |
| Bộ trưởng Bộ Bảo vệ Môi trường                                                    | Lý Cán Kiệt 李干杰                     | 1964     |      | CPC                                 | 2017      | 2018                |
| Bộ trưởng Bộ nhà ở và xây dựng thành thị nông thôn                                | Vương Mông Huy 王蒙徽                  | 1960     |      | CPC                                 | 2017      | 2018                |
| Bộ trưởng Bộ Giao thông Vận tải                                                   | Lý Tiểu Bằng 李小鹏                    | 1959     |      | CPC                                 | 2016      | 2018                |
| Bộ trưởng Bộ Thủy lợi                                                             | Trần Lôi 陈雷                          | 1954     |      | CPC                                 | 2007      | 2018                |
| Bộ trưởng Bộ Nông nghiệp                                                          | Hàn Trường Phú 韩长赋                  | 1954     |      | CPC                                 | 2009      | 2018                |
| Bộ trưởng Bộ Thương mại                                                           | Chung Sơn 钟山                         | 1955     |      | CPC                                 | 2017      | 2018                |
| Bộ trưởng Bộ Văn hóa                                                              | Lạc Thụ Cương 雒树刚                   | 1955     |      | CPC                                 | 2014      | 2018                |
| Chủ nhiệm Ủy ban Y tế và Kế hoạch hoá gia đình                                    | Lý Bân 李斌 (nữ)                       | 1954     |      | CPC                                 | 2013      | 2018                |
| Thống đốc Ngân hàng Nhân dân Trung Quốc                                           | Chu Tiểu Xuyên 周小川                  | 1948     |      | CPC                                 | 2002      | 2018                |
| Tổng Kiểm toán nhà nước                                                           | Hồ Trạch Quân 胡泽君 (nữ)              | 1955     |      | CPC                                 | 2017      | 2018                |

## Nội các II (Quốc vụ viện khóa XIII)

### Các lãnh đạo Quốc vụ viện
| #  | Chân dung Tên                        | Sinh năm | Chức vụ Chính phủ                                                               | Nhiệm vụ                                                                           | Đảng | Đảng | Chức vụ Đảng                                                                                                 | Vai trò chức năng |  |
| -- | ------------------------------------ | -------- | ------------------------------------------------------------------------------- | ---------------------------------------------------------------------------------- | ---- | ---- | --- | --- |  |
| 1  | Lý Khắc Cường 李克强                 | 1955     | Thủ tướng Quốc vụ viện                                                          | Công tác tổng thể của Quốc vụ viện                                                 |      | CPC  | Ủy viên Ban Thường vụ Bộ Chính trị Bí thư Ban Cán sự Đảng Quốc vụ viện                                       | Phó Chủ tịch Ủy ban An ninh Quốc gia Chủ nhiệm Ủy ban Biên chế Cơ cấu Trung ương Chủ nhiệm Ủy ban Động viên Quốc phòng Quốc gia Chủ nhiệm Ủy ban Năng lượng Quốc gia |  |
| 2  | Hàn Chính 韩正                       | 1954     | Phó Thủ tướng Quốc vụ viện (xếp hạng thứ nhất)                                  | Cải cách & phát triển, cải cách thể chế...                                         |      | CPC  | Ủy viên Ban Thường vụ Bộ Chính trị Phó Bí thư Ban Cán sự Đảng Quốc vụ viện                                   | |  |
| 3  | Tôn Xuân Lan 孙春兰 (nữ)             | 1950     | Phó Thủ tướng Quốc vụ viện                                                      | Giáo dục, y tế, thể thao...                                                        |      | CPC  | Ủy viên Bộ Chính trị Thành viên Ban Cán sự Đảng Quốc vụ viện                                                 | |  |
| 4  | Hồ Xuân Hoa 胡春华                   | 1963     | Phó Thủ tướng Quốc vụ viện                                                      | Vấn đề Nông nghiệp và nông thôn, xóa đói giảm nghèo, tài nguyên nước, ngoại thương |      | CPC  | Ủy viên Bộ Chính trị Thành viên Ban Cán sự Đảng Quốc vụ viện                                                 | |  |
| 5  | Lưu Hạc 刘鹤                         | 1952     | Phó Thủ tướng Quốc vụ viện                                                      | Tài chính, khoa học và công nghệ, công nghiệp và giao thông vận tải                |      | CPC  | Ủy viên Bộ Chính trị Thành viên Ban Cán sự Đảng Quốc vụ viện                                                 | |  |
| 6  | Thượng tướng Ngụy Phượng Hòa 魏凤和  | 1954     | Ủy viên Quốc vụ, Bộ trưởng Bộ Quốc phòng Ủy viên Ủy ban Quân sự Trung ương Đảng | Động viên quốc phòng...                                                            |      | CPC  | Ủy viên Trung ương Đảng Thành viên Ban Cán sự Đảng Quốc vụ viện Ủy viên Ủy ban Quân sự Nhà nước              | |  |
| 7  | Vương Dũng 王勇                      | 1955     | Ủy viên Quốc vụ                                                                 | Quản lý tình trạng khẩn cấp...                                                     |      | CPC  | Ủy viên Trung ương Đảng Thành viên Ban Cán sự Đảng Quốc vụ viện                                              | |  |
| 8  | Vương Nghị 王毅                      | 1953     | Ủy viên Quốc vụ, Bộ trưởng Bộ Ngoại giao                                        | Các vấn đề đối ngoại                                                               |      | CPC  | Ủy viên Trung ương Đảng Thành viên Ban Cán sự Đảng Quốc vụ viện                                              | Ủy viên Ủy ban Công tác Ngoại sự Trung ương |  |
| 9  | Tiêu Tiệp 肖捷                       | 1957     | Ủy viên Quốc vụ, Tổng Thư ký Quốc vụ viện                                       | Phụ trách Văn phòng Quốc vụ viện                                                   |      | CPC  | Ủy viên Trung ương Đảng Thành viên Ban Cán sự Đảng Quốc vụ viện, Bí thư Ban Cán sự Đảng Cơ quan Quốc vụ viện | |  |
| 10 | Tổng Cảnh giám Triệu Khắc Chí 赵克志 | 1953     | Ủy viên Quốc vụ kiêm Bộ trưởng Bộ Công an                                       | An ninh công cộng...                                                               |      | CPC  | Ủy viên Trung ương Đảng Thành viên Ban Cán sự Đảng Quốc vụ viện                                              | |  |

### Bộ ngành cấp nội các
| #  | Logo                                         | Tên bộ ngành                                                       | Bộ trưởng các Bộ hoặc Chủ nhiệm các Ủy ban                                                                                     | Sinh năm | Đảng | Đảng | Nhậm chức | Từ chức     | Báo cáo cho |
| -- | -------------------------------------------- | ------------------------------------------------------------------ | --- | -------- | ---- | ---- | --------- | ----------- | --- |
| 1  |                                              | Bộ Ngoại giao 外交部                                               | Vương Nghị 王毅 Ủy viên Quốc vụ, Bộ trưởng Bộ Ngoại giao                                                                       | 1953     |      | CPC  | 2018      | Đương nhiệm | Tập Cận Bình (Tổng Bí thư, Chủ nhiệm Ủy ban Công tác Ngoại sự Trung ương CPC) ∟ Dương Khiết Trì (Chủ nhiệm Văn phòng Ủy ban Công tác Ngoại sự Trung ương CPC) |
| 2  |                                              | Bộ Quốc phòng 国防部                                               | Thượng tướng Ngụy Phượng Hòa 魏凤和 (Ủy viên Ủy ban Quân sự Trung ương) Ủy viên Quốc vụ, Bộ trưởng Bộ Quốc phòng               | 1954     |      | CPC  | 2018      | Đương nhiệm | Tập Cận Bình (Tổng Bí thư, Chủ tịch Ủy ban Quân sự Trung ương                                                                                                 |
| 3  |                                              | Ủy ban Cải cách và Phát triển Quốc gia (NDRC) 国家发展和改革委员会 | Hà Lập Phong 何立峰 (Phó Chủ tịch Ủy ban Toàn quốc Chính hiệp) Chủ nhiệm Ủy ban Cải cách và Phát triển Quốc gia                | 1955     |      | CPC  | 2018      | Đương nhiệm | Phó Thủ tướng Hàn Chính |
| 4  |                                              | Bộ Giáo dục (MOE) 教育部                                           | Trần Bảo Sinh 陈宝生 Bộ trưởng Bộ Giáo dục                                                                                     | 1956     |      | CPC  | 2018      | Đương nhiệm | Phó Thủ tướng Tôn Xuân Lan |
| 5  |                                              | Bộ Khoa học và Công nghệ 科学技术部                                | Vương Chí Cương 王志刚 Bộ trưởng Bộ Khoa học và Công nghệ                                                                      | 1957     |      | CPC  | 2018      | Đương nhiệm | Phó Thủ tướng Lưu Hạc |
| 6  |                                              | Bộ Công nghiệp và Công nghệ thông tin (MIIT) 工业和信息化部        | Miêu Vu 苗圩 Bộ trưởng Bộ Công nghiệp và Công nghệ thông tin                                                                   | 1955     |      | CPC  | 2018      | Đương nhiệm | Phó Thủ tướng Lưu Hạc |
| 7  |                                              | Ủy ban Các vấn đề Dân tộc Nhà nước (SEAC) 国家民族事务委员会       | Bagatur (Người Mông Cổ) ᠪᠠᠭᠠᠲᠤᠷ 巴特尔 (Phó Chủ tịch Ủy ban Toàn quốc Chính hiệp) Chủ nhiệm Ủy ban Các vấn đề Dân tộc Nhà nước | 1955     |      | CPC  | 2018      | Đương nhiệm | Vưu Quyền (Trưởng Ban Công tác Mặt trận Thống nhất Trung ương CPC)                                                                                            |
| 8  |                                              | Bộ Công an (MPS) 公安部                                            | Tổng Cảnh giám Triệu Khắc Chí 赵克志 Ủy viên Quốc vụ, Bộ trưởng Bộ Công an                                                     | 1953     |      | CPC  | 2018      | Đương nhiệm | Quách Thanh Côn (Bí thư Ủy ban Chính trị Pháp luật Trung ương CPC)                                                                                            |
| 9  |                                              | Bộ An ninh Quốc gia (MSS) 国家安全部                               | Trần Văn Thanh 陈文清 Bộ trưởng Bộ An ninh Quốc gia                                                                            | 1960     |      | CPC  | 2018      |             | Quách Thanh Côn (Bí thư Ủy ban Chính trị Pháp luật Trung ương CPC)                                                                                            |
| 10 |                                              | Bộ Dân chính (MCA) 民政部                                          | Hoàng Thụ Hiền 黄树贤 Bộ trưởng Bộ Dân chính                                                                                   | 1954     |      | CPC  | 2018      | Đương nhiệm | ? |
| 11 |                                              | Bộ Tư pháp 司法部                                                  | Phó Chính Hoa 傅政华 Bộ trưởng Bộ Tư pháp                                                                                      | 1955     |      | CPC  | 2018      | Đương nhiệm | Quách Thanh Côn (Bí thư Ủy ban Chính trị Pháp luật Trung ương CPC)                                                                                            |
| 12 |                                              | Bộ Tài chính 财政部                                                | Lưu Côn 刘昆 Bộ trưởng Bộ Tài chính                                                                                            | 1956     |      | CPC  | 2018      | Đương nhiệm | Phó Thủ tướng Hàn Chính |
| 13 |                                              | Bộ Nguồn nhân lực và An ninh xã hội (MOHRSS) 人力资源和社会保障部  | Trương Kỷ Nam 张纪南 Bộ trưởng Bộ Nguồn nhân lực và An ninh xã hội                                                             | 1957     |      | CPC  | 2018      | Đương nhiệm | Thủ tướng Lý Khắc Cường |
| 14 |                                              | Bộ Tài nguyên thiên nhiên 自然资源部                               | Lục Hạo 陆昊 Bộ trưởng Bộ Tài nguyên thiên nhiên                                                                               | 1967     |      | CPC  | 2018      | Đương nhiệm | Phó Thủ tướng Hàn Chính |
| 15 |                                              | Bộ Môi trường sinh thái 生态环境部                                 | Lý Cán Kiệt 李干杰 Bộ trưởng Bộ Môi trường sinh thái                                                                           | 1964     |      | CPC  | 2018      | Đương nhiệm | Phó Thủ tướng Hàn Chính |
| 16 |                                              | Bộ Nhà ở và Xây dựng thành thị, nông thôn 住房和城乡建设部         | Vương Mông Huy 王蒙徽 Bộ trưởng Bộ Nhà ở và Xây dựng thành thị, nông thôn                                                      | 1960     |      | CPC  | 2018      | Đương nhiệm | Phó Thủ tướng Hàn Chính |
| 17 |                                              | Bộ Giao thông Vận tải (MOT) 交通运输部                             | Lý Tiểu Bằng 李小鹏 Bộ trưởng Bộ Giao thông Vận tải                                                                            | 1959     |      | CPC  | 2018      | Đương nhiệm | Phó Thủ tướng Lưu Hạc |
| 18 |                                              | Bộ Thủy lợi 水利部                                                 | Ngạc Cánh Bình 鄂竟平 Bộ trưởng Bộ Thủy lợi                                                                                    | 1956     |      | CPC  | 2018      | Đương nhiệm | Phó Thủ tướng Hồ Xuân Hoa |
| 19 |                                              | Bộ Nông nghiệp nông thôn 农业农村部                                | Hàn Trường Phú 韩长赋 Bộ trưởng Bộ Nông nghiệp nông thôn                                                                       | 1954     |      | CPC  | 2018      | Đương nhiệm | Phó Thủ tướng Hồ Xuân Hoa |
| 20 |                                              | Bộ Thương mại (MOFCOM) 商务部                                      | Chung Sơn 钟山 Bộ trưởng Bộ Thương mại                                                                                         | 1955     |      | CPC  | 2018      | Đương nhiệm | Phó Thủ tướng Hồ Xuân Hoa |
| 21 |                                              | Bộ Văn hóa và Du lịch 文化和旅游部                                 | Lạc Thụ Cương 雒树刚 Bộ trưởng Bộ Văn hóa và Du lịch                                                                           | 1955     |      | CPC  | 2018      | Đương nhiệm | Hoàng Khôn Minh (Trưởng Ban Tuyên truyền Trung ương CPC) |
| 22 |                                              | Ủy ban Sức khỏe y tế quốc gia 国家卫生健康委员会                   | Mã Hiểu Vĩ 马晓伟 Chủ nhiệm Ủy ban Sức khỏe y tế quốc gia                                                                      | 1959     |      | CPC  | 2018      | Đương nhiệm | Phó Thủ tướng Tôn Xuân Lan |
| 23 |                                              | Bộ Các vấn đề Cựu chiến binh 退役军人事务部                        | Tôn Thiệu Sánh 孙绍骋 Bộ trưởng Bộ Các vấn đề Cựu chiến binh                                                                   | 1960     |      | CPC  | 2018      | Đương nhiệm | Phó Thủ tướng Tôn Xuân Lan |
| 24 |                                              | Bộ Quản lý ứng phó khẩn cấp 应急管理部                             | Vương Ngọc Phổ 王玉普 Bộ trưởng Bộ Quản lý ứng phó khẩn cấp                                                                    | 1956     |      | CPC  | 2018      | Đương nhiệm | Ủy viên Quốc vụ Vương Dũng |
| 25 | Tập tin:Peoples Bank of China logo small.png | Ngân hàng Nhân dân Trung Quốc (PBC) 中国人民银行                   | Dịch Cương 易纲 Thống đốc Ngân hàng Nhân dân Trung Quốc                                                                        | 1958     |      | CPC  | 2018      | Đương nhiệm | Phó Thủ tướng Lưu Hạc (Chủ nhiệm Văn phòng Ủy ban Tài chính Kinh tế Trung ương)                                                                               |
| 26 |                                              | Văn phòng Kiểm toán Quốc gia 审计署                                | Hồ Trạch Quân (nữ) 胡泽君 Tổng Kiểm toán của Văn phòng Kiểm toán Quốc gia                                                      | 1955     |      | CPC  | 2018      | Đương nhiệm | Thủ tướng Lý Khắc Cường ∟ Phó Thủ tướng Hàn Chính |